# الئوتریو رودولفی
اِلِئوتریو رودولفی (ایتالیایی: Eleuterio Rodolfi؛ ‏ ۲۸ ژانویهٔ ۱۸۷۶ – ۱۹ دسامبر ۱۹۳۳) هنرپیشه، کارگردان فیلم، فیلم‌نامه‌نویس، و تهیه‌کننده فیلم اهل پادشاهی ایتالیا بود.
از فیلم‌ها یا مجموعه‌های تلویزیونی که وی در آن‌ها نقش داشته‌است می‌توان به هملت و دکتر آنتونیو اشاره نمود.